# Gobiosoma bosc
Gobiosoma bosc es una especie de peces de la familia de los Gobiidae en el orden de los Perciformes.

## Morfología
Los machos pueden llegar a alcanzar los 6 cm de longitud total.

## Distribución geográfica
Se encuentran en Norteamérica: desde  Nueva York hasta Texas (excepto el extremo sur de Florida ).

## Observaciones
Es inofensivo para los humanos.